# Eugenia levinervis
Eugenia levinervis là một loài thực vật có hoa trong Họ Đào kim nương. Loài này được (Fosberg) A.J.Scott mô tả khoa học đầu tiên năm 1980.